# Boykinia rotundifolia
Boykinia rotundifolia ist eine Pflanzenart aus der Gattung Boykinia in der Familie der Steinbrechgewächse (Saxifragaceae).

## Beschreibung

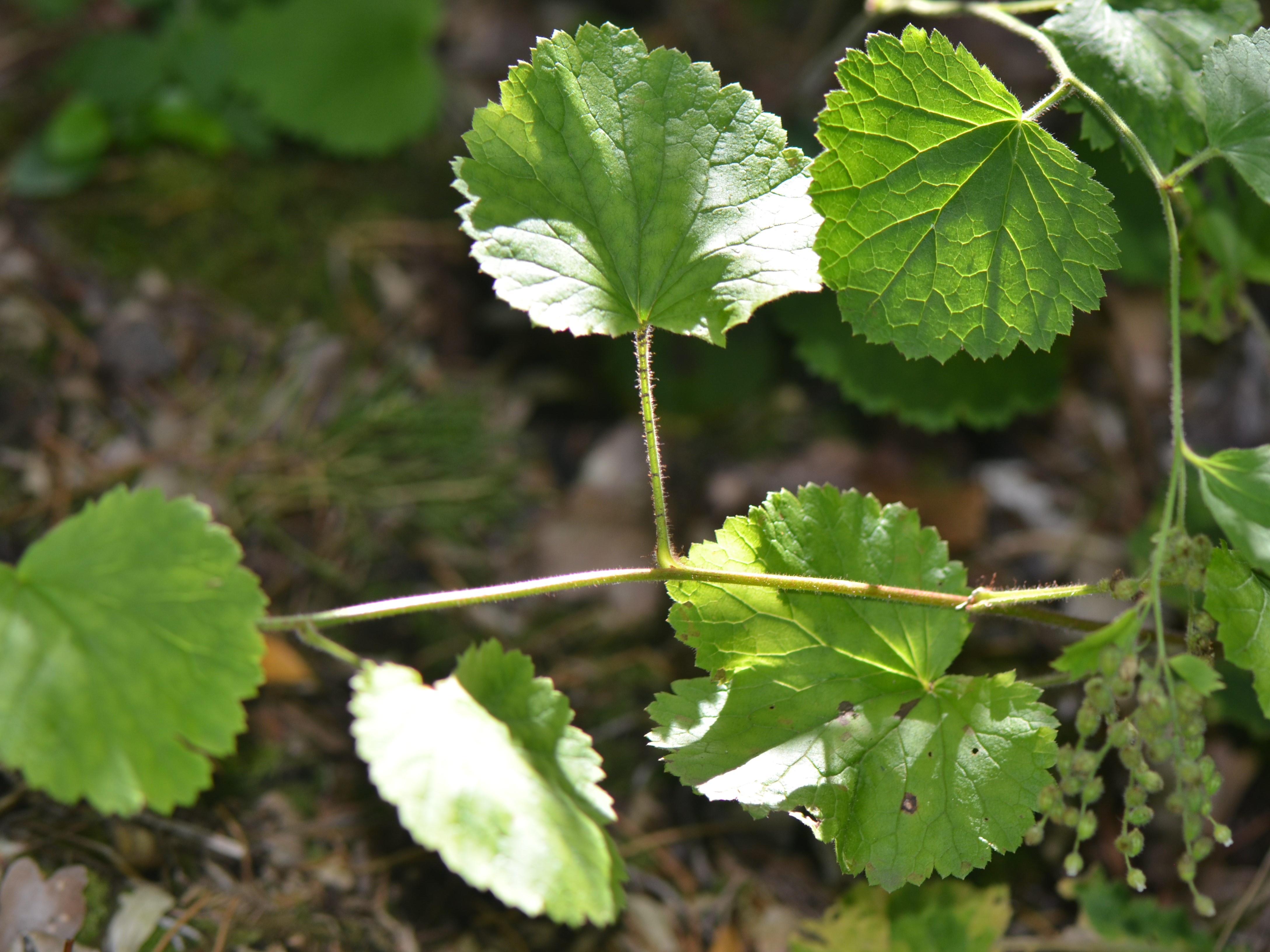
Blätter

Boykinia rotundifolia ist eine ausdauernde, krautige Pflanze, die Wuchshöhen von 45 bis 90 Zentimeter erreicht. Sie bildet ein Rhizom aus. Die Blattspreite ist handförmig gelappt, der Umriss ist kreisförmig bis breit eiförmig, es sind zahlreiche Lappen vorhanden und der Rand ist gesägt. Die Kronblätter sind nur wenig länger als die Kelchblätter, 2 Millimeter lang und weiß. Die Früchte sind hängend.
Die Blütezeit reicht von Juni bis August.
Die Chromosomenzahl beträgt 2n = 14.

## Vorkommen
Boykinia rotundifolia kommt in Kalifornien vor. Die Art wächst an Flussufern in Schluchten.

## Taxonomie
Boykinia rotundifolia wurde 1878 von Asa Gray in Proceedings of the American Academy of Arts and Sciences Band 13 Seite 371 erstveröffentlicht. Gray übernahm den Namen von Charles Christopher Parry.

## Nutzung
Boykinia rotundifolia wird selten als Zierpflanze für Steingärten, Gehölzgruppen und Staudenbeete genutzt.

## Belege
- Eckehart J. Jäger, Friedrich Ebel, Peter Hanelt, Gerd K. Müller (Hrsg.): Rothmaler - Exkursionsflora von Deutschland. Band 5: Krautige Zier- und Nutzpflanzen. Spektrum Akademischer Verlag, Berlin Heidelberg 2008, ISBN 978-3-8274-0918-8, S. 338.